# Maloe
Maloe är en sjö i Antarktis. Den ligger i Östantarktis. Australien gör anspråk på området. Maloe ligger 74 meter över havet.